# 伊勢湾フェリー
伊勢湾フェリー株式会社（いせわんフェリー、英語: Isewan Ferry Co., Ltd）は、三重県鳥羽市に本社を置く海運会社。鳥羽と愛知県の伊良湖（田原市）を結ぶ定期航路（フェリー）を運航している。2024年2月現在、加藤汽船グループに所属する。

## 沿革
- 1964年4月： 名古屋鉄道・近畿日本鉄道の折半出資により伊勢湾自動車運送船株式会社を設立する。
- 1964年11月7日[4]： 鳥羽 - 伊良湖間フェリー航路の営業を開始する。
- 1973年5月： 商号を伊勢湾フェリー株式会社に変更する。
- 1976年10月9日[4]： 鳥羽 - 師崎（愛知県南知多町）間フェリー航路の営業を開始する。
- 1997年7月： 本店を名古屋市から三重県鳥羽市へ移転する。
- 2004年4月： 静岡営業所を本社営業部に統合する。
- 2005年2月9日： 鳥羽 - 師崎航路の運航を終了する。
- 2005年2月10日： 鳥羽 - 常滑（中部臨空都市）間フェリー航路の営業を開始する。
- 2006年3月1日： ダイヤを改定し、常滑航路を2往復に減便する。
- 2007年3月31日： 常滑航路の運航を終了し、常滑営業所を閉鎖する。
- 2010年3月24日： 鳥羽 - 伊良湖航路の運航を同年9月30日で終了し、会社も清算すると発表。国土交通省中部運輸局に廃止届を提出。
- 2010年8月20日： 「鳥羽伊良湖航路対策協議会」の会合で、同年10月1日付で現経営陣と各地方自治体（愛知県・三重県・田原市・鳥羽市）が全株式を買収（事実上のマネジメント・バイアウト）し、鳥羽 - 伊良湖航路を存続させることで合意したこと、および中部運輸局に提出されていた廃止届を取り下げることを発表する[5]。
- 2010年10月1日： 各自治体から支援を受けた新体制での事業を開始する。名鉄と近鉄は前日付けで経営から撤退した。

## 航路

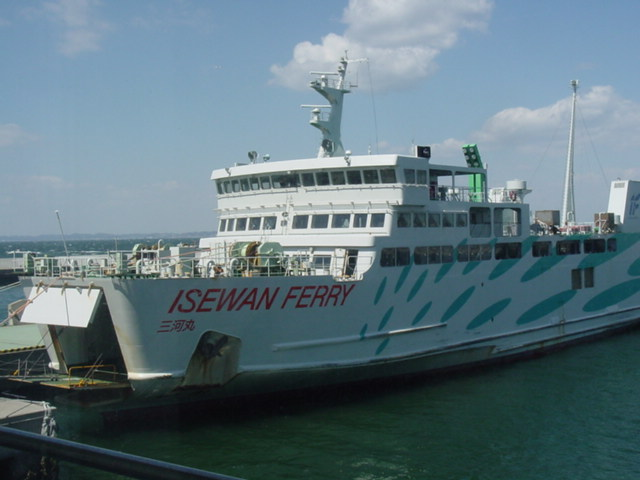
三河丸（フィリピンへ売船） - 伊良湖港（2005年4月）

### 運航中の航路
- 鳥羽港 - 伊良湖港
  - 国道42号および259号、太平洋岸自転車道[6]の海上区間を成す。
  - 距離 23.2 km[7]
  - 所要時間 55分
  - 運航便数（2022年度（2022年4月1日 - 2023年3月31日））[8]
    - Aダイヤ（2隻）：7往復（鳥羽発・伊良湖発ともに7便）
    - Bダイヤ（2隻）：8往復（鳥羽発・伊良湖発ともに8便）
    - Cダイヤ（2隻）：9往復（鳥羽発・伊良湖発ともに9便）
    - Fダイヤ（3隻）：13往復（鳥羽発・伊良湖発ともに13便）

注記
- ゴールデンウィーク・お盆・年末年始は早朝臨時便（1往復）を設定する日がある。なお、この期間中は乗用車の航送予約をすることができない。
- Fダイヤは多客期（2022年度はゴールデンウィーク・お盆）のみ、Aダイヤは平日の閑散期のみそれぞれ運航。
- 船内には特別室という有料客室を設けているが、事前に予約すること・乗船券と同時に購入することはできない（※特別室のチケットは船内売店で販売[9]）。
- 伊勢湾に生息するハセイルカやスナメリ等が航路で見られる事があり、発見情報を記録・公開している[10][11][12]。

### かつて運航されていた航路
- 鳥羽港 - 常滑（中部臨空都市、通称「前島」）
  - 距離 50.0 km[7]
  - 所要時間 1時間40分
  - 2005年2月10日～2007年3月31日運航。
    - 三重交通が運行していた近鉄鳥羽駅 - 中部国際空港間の空港連絡リムジンバスを、乗客ごとフェリーに積載していた（海上では乗客はバスから降車し船内へ移動）。航路廃止と同時にバス路線も廃止となった。
- 鳥羽港 - 師崎港
  - 距離 30.0 km[13]
  - 所要時間 1時間10分～1時間15分
  - 1976年10月9日～2005年2月9日運航[4]。常滑航路の運航開始に伴い航路廃止。

## 船舶
3隻のカーフェリーで運航を行う。かつて常滑（師崎）航路を運航していた際は、更に3隻（三河丸・渥美丸・志摩丸）が在籍していた。

### 運航中の船舶
- 鳥羽丸（3代）
  - 1995年就航、内海造船瀬戸田工場建造、2,410総トン、全長77.34 m、幅14.0 m
- 知多丸
  - 2004年就航、内海造船瀬戸田工場建造、2,331総トン、全長73.32 m、幅13.8 m
- 伊勢丸 (2代)
  - 2005年就航、内海造船瀬戸田工場建造、2,331総トン、全長73.32 m、幅13.8 m

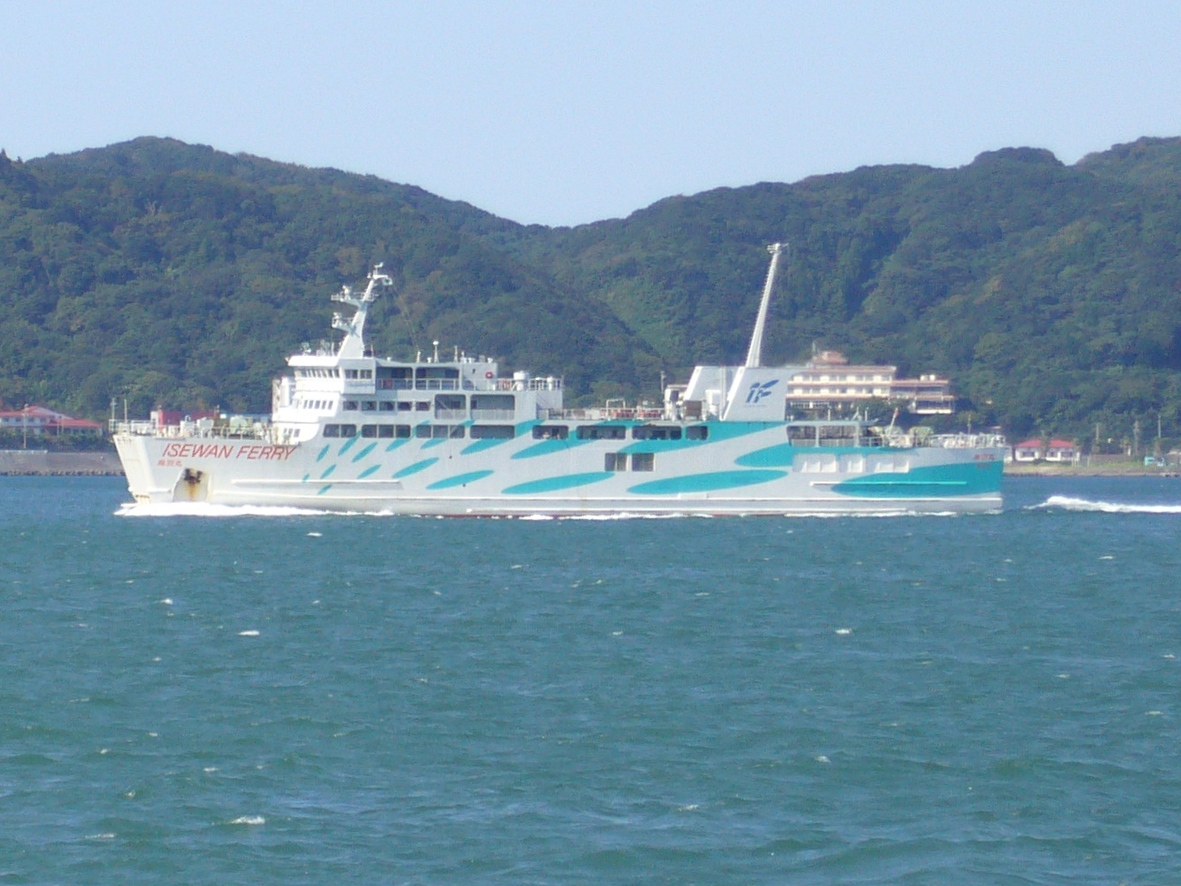
鳥羽丸 - 答志島沖（2008年9月）
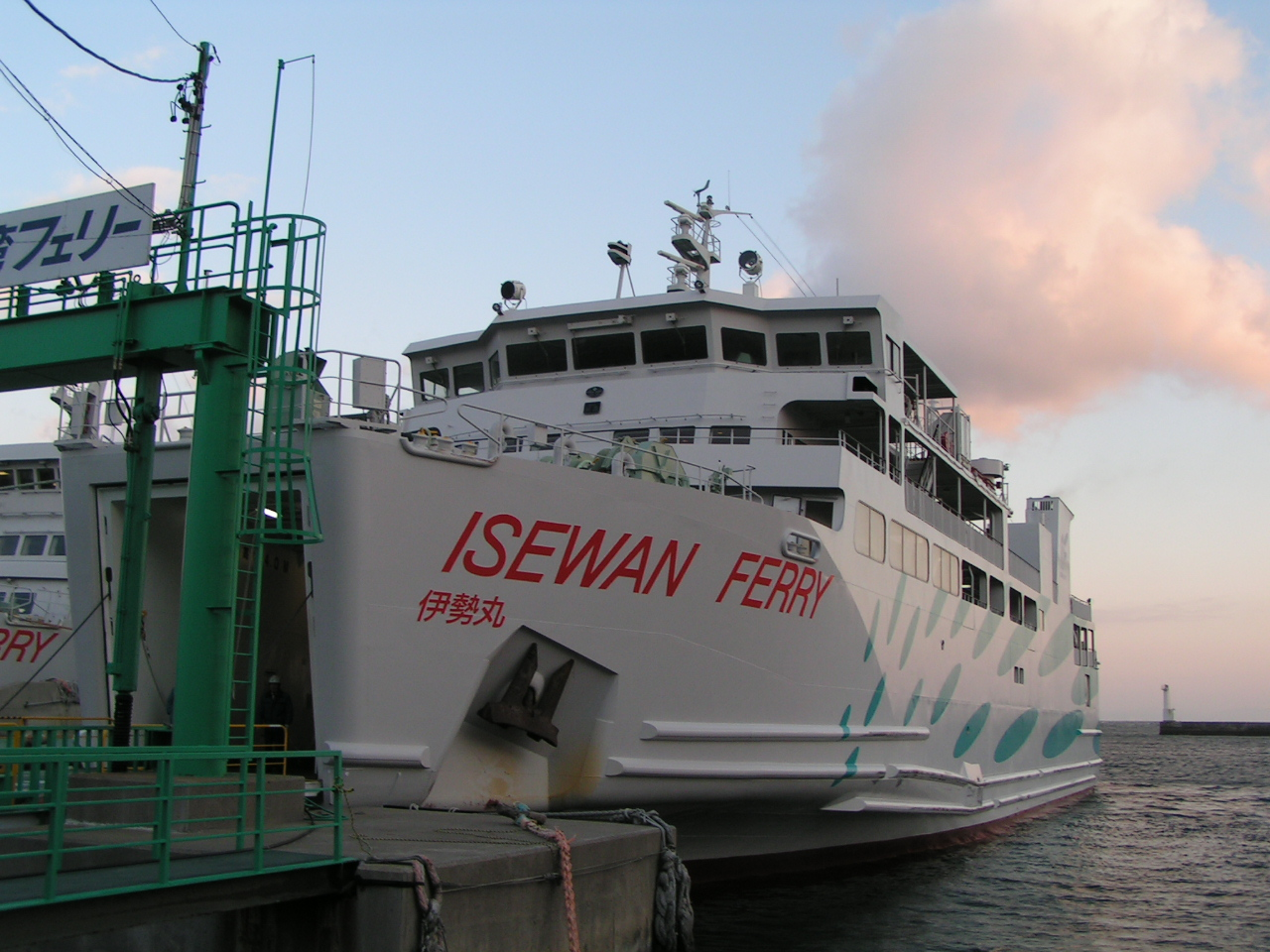
伊勢丸 - 伊良湖港（2006年12月）
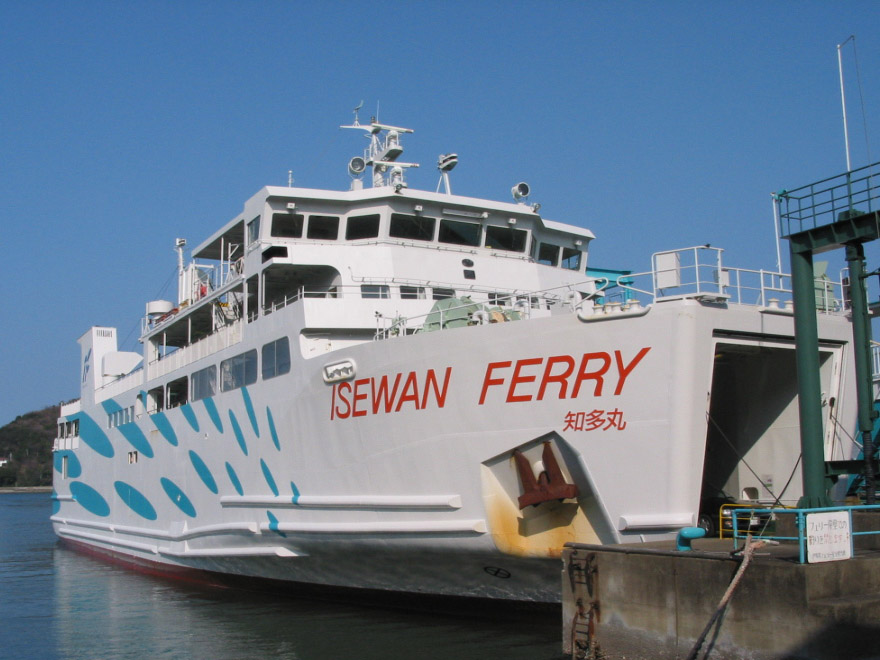
知多丸 - 鳥羽港（2007年3月）

### 過去の船舶
- 伊良湖丸（初代）[14]
  - 日立造船神奈川工場建造、1964年就航、1981年フィリピンに売船
  - 695総トン、全長51.50 m、幅12.1 m、深さ3.8 m、ディーゼル2基、機関出力1,500 PS、航海速力13ノット、旅客定員580名、トラック20台
- 鳥羽丸（初代）[14]
  - 大洋造船建造、1964年就航、1985年3月淡島運輸に売船
  - 690総トン、全長51.50 m、幅12.1 m、深さ3.8 m、ディーゼル2基、機関出力1,500 PS、航海速力13.5ノット、旅客定員580名、トラック20台
- 志摩丸（初代）[14]
  - 神田造船所建造、1970年就航、1986年中国に売船
  - 960総トン、全長62.41 m、幅12.8 m、深さ4.2 m、ディーゼル2基、機関出力3,200 PS、航海速力15ノット、旅客定員700名、トラック25台
- 渥美丸（初代）[15]
  - 内海造船田熊工場建造、1973年7月竣工・就航、1988年フィリピンに売船[14]
  - 990.90総トン、全長64.44 m、幅13.00 m、深さ4.20 m、ディーゼル2基、機関出力4,000 PS、航海速力14.0ノット、旅客定員600名、乗用車42台
- 第二豊予丸[14]
  - 神田造船所建造、1969年竣工、1976年就航(用船)、1984年用船解除
  - 999総トン、全長65.00 m、幅12.6 m、深さ4.5 m、ディーゼル2基、機関出力3,200 PS、航海速力15ノット、旅客定員400名、トラック24台
- 伊良湖丸（2代）[15]
  - 内海造船田熊工場建造、1981年6月竣工・就航、1996年中国に売船[14]
  - 966.44総トン、全長64.23 m、幅13.00 m、深さ4.50 m、ディーゼル2基、機関出力3,600 PS、航海速力14.0ノット、旅客定員580名、乗用車47台
- 伊勢丸（初代）[15]
  - 内海造船田熊工場建造、1984年3月竣工・就航、2004年引退、タイに売船[14]
  - 1,131.00総トン（2000年改造後は1,447総トン）、全長64.32 m、幅13.00 m、深さ4.50 m、ディーゼル2基、機関出力3,600 PS、航海速力14.40ノット、旅客定員583名、大型バス11台・乗用車5台または乗用車42台
- 鳥羽丸（2代）[15]
  - 内海造船田熊工場建造、1984年12月竣工・就航、1995年引退、韓国に売船[14]
  - 919総トン、全長57.26 m、幅13.00 m、深さ4.00 m、ディーゼル2基、機関出力3,600 PS、航海速力15.0ノット、旅客定員583名、大型バス10台・乗用車2台または乗用車34台
- 志摩丸（2代）[15]
  - 神田造船所建造、1986年就航、2005年引退、タイに売船[14]
  - 1,286総トン、全長64.30 m、幅13.50 m、深さ4.50 m、ディーゼル2基、機関出力3,200 PS、航海速力15.2ノット、旅客定員584名、乗用車42台
- 渥美丸（2代）[16]
  - 神田造船所建造、1987年就航、2006年引退、フィリピンに売船[14]
  - 1,447総トン（2000年改造後は1,593総トン）、全長64.30 m、幅13.50 m、深さ4.50 m、ディーゼル2基、機関出力3,600 PS、航海速力15.0ノット、旅客定員584名、乗用車42台
- 三河丸[14]
  - 内海造船瀬戸田工場建造、1993年就航、2007年引退、フィリピンに売船
  - 1,979総トン（2000年改造後は2,323総トン）、全長77.37 m、幅14.0 m、深さ4.9 m、ディーゼル2基、機関出力3,600 PS、航海速力16.0ノット、旅客定員584名、乗用車25台、トラック35台

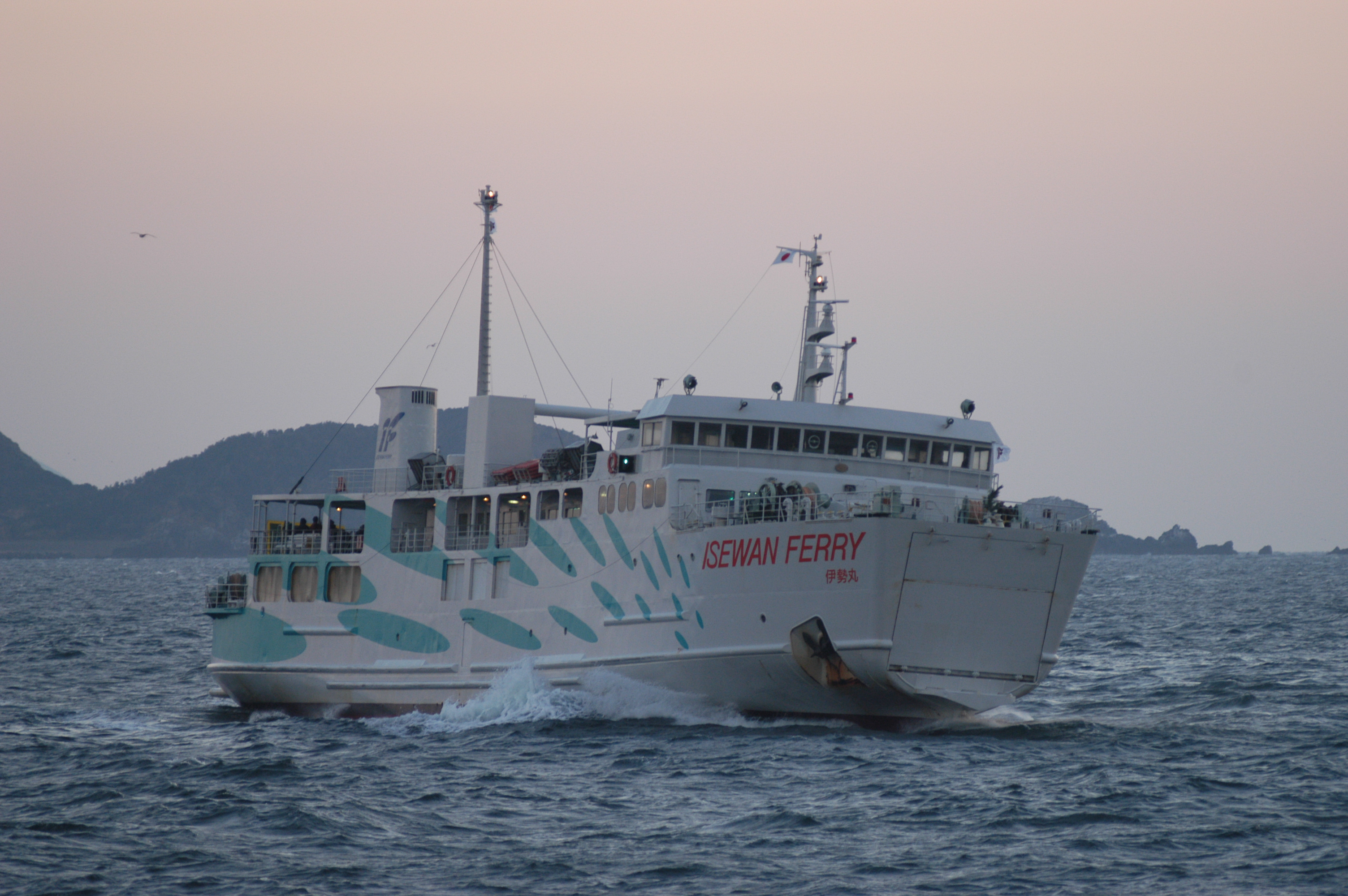
伊勢丸(初代) （2004年1月）
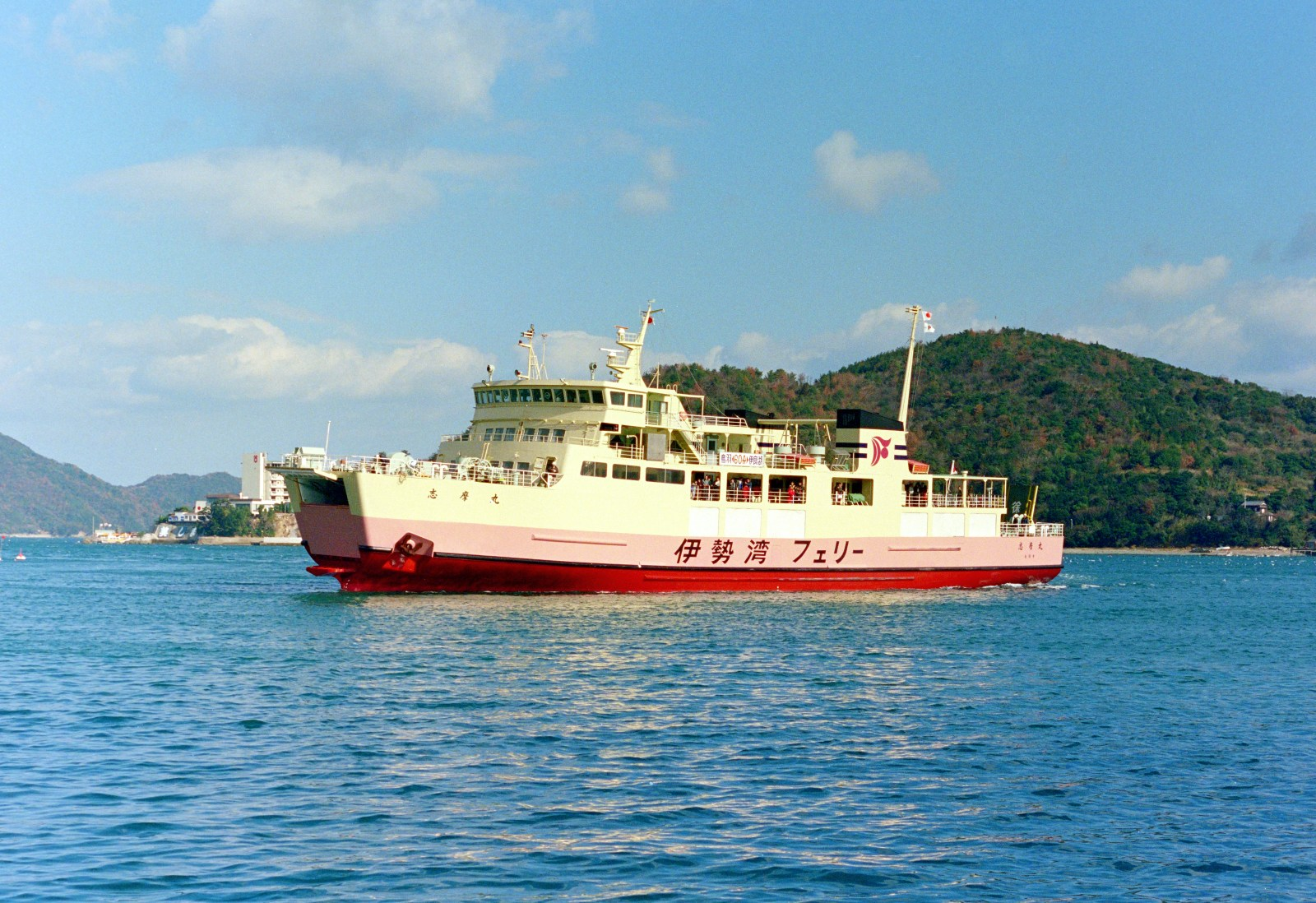
志摩丸(2代) 旧塗装 (1989年1月）
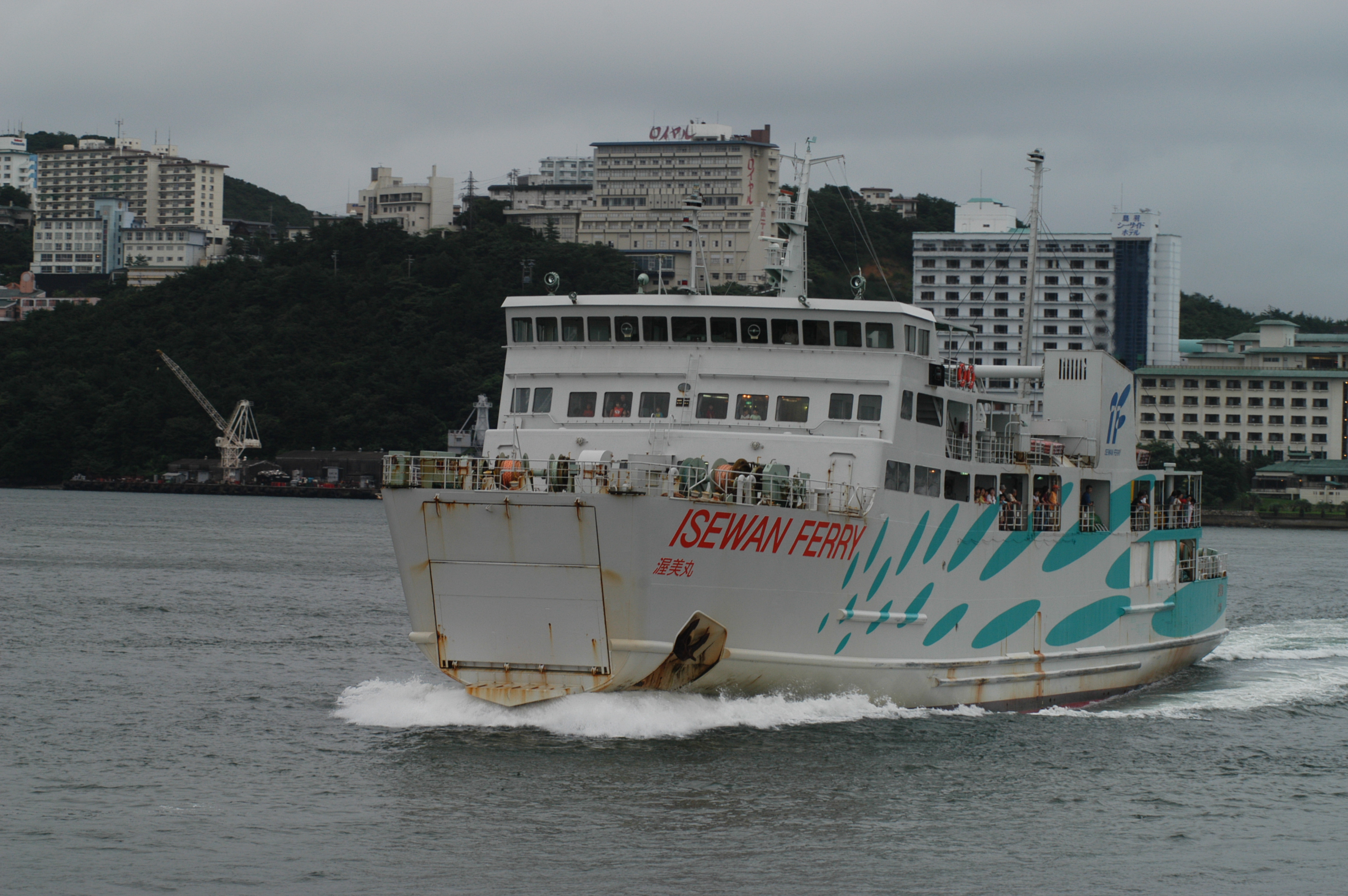
渥美丸(2代) (2003年8月）
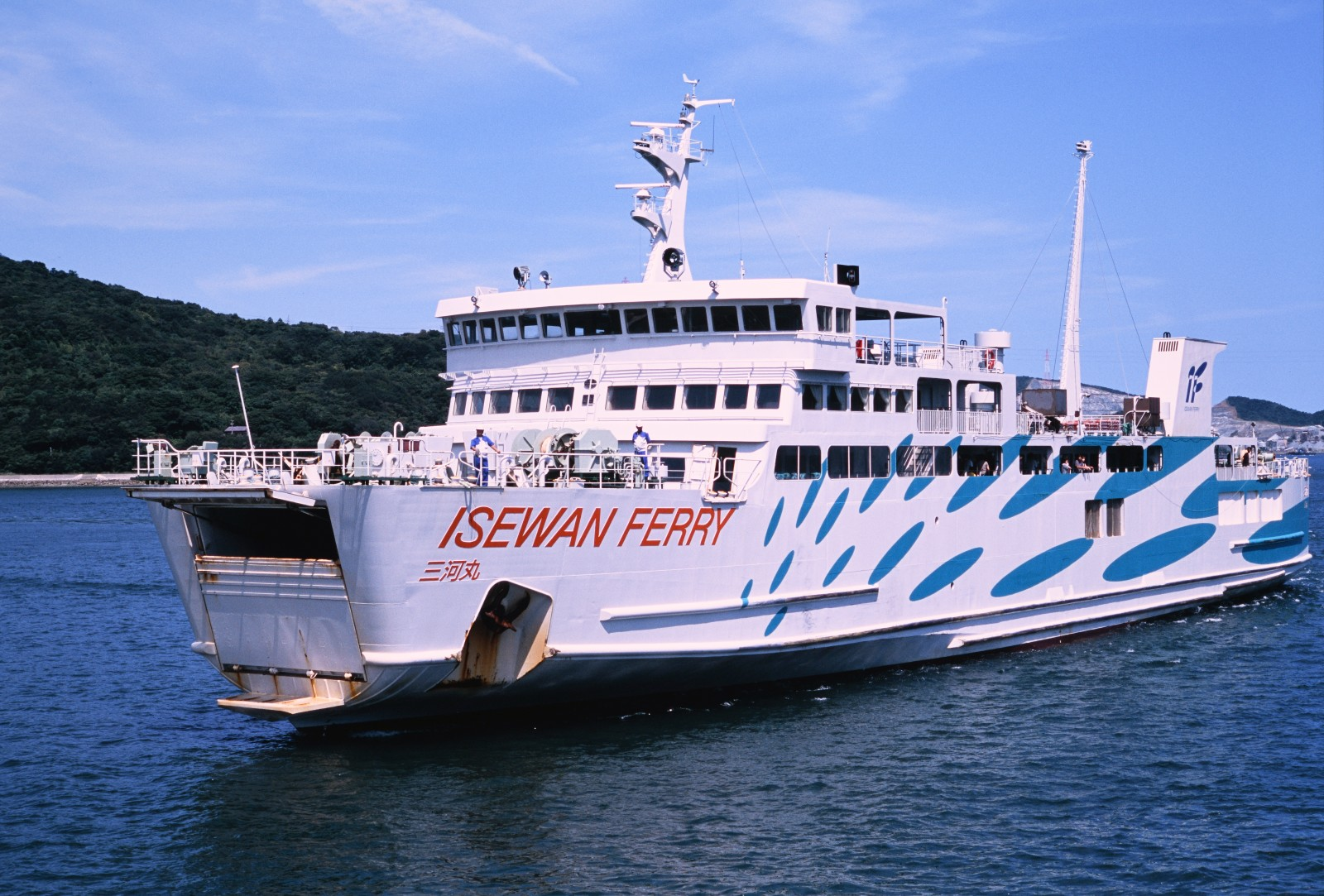
三河丸 (2002年8月）

## 本社・主な営業所所在地
- 本社・鳥羽営業所 - 三重県鳥羽市鳥羽三丁目1484番地111
- 伊良湖営業所 - 愛知県田原市伊良湖町宮下3000-65
- 常滑営業所 - 愛知県常滑市りんくう町3丁目2 ※ 廃止

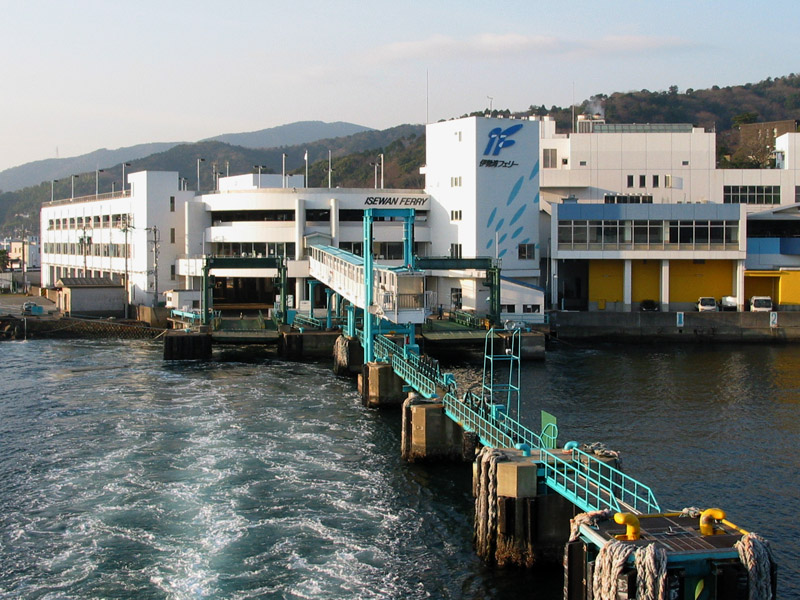
鳥羽フェリーターミナル （本社・鳥羽営業所）
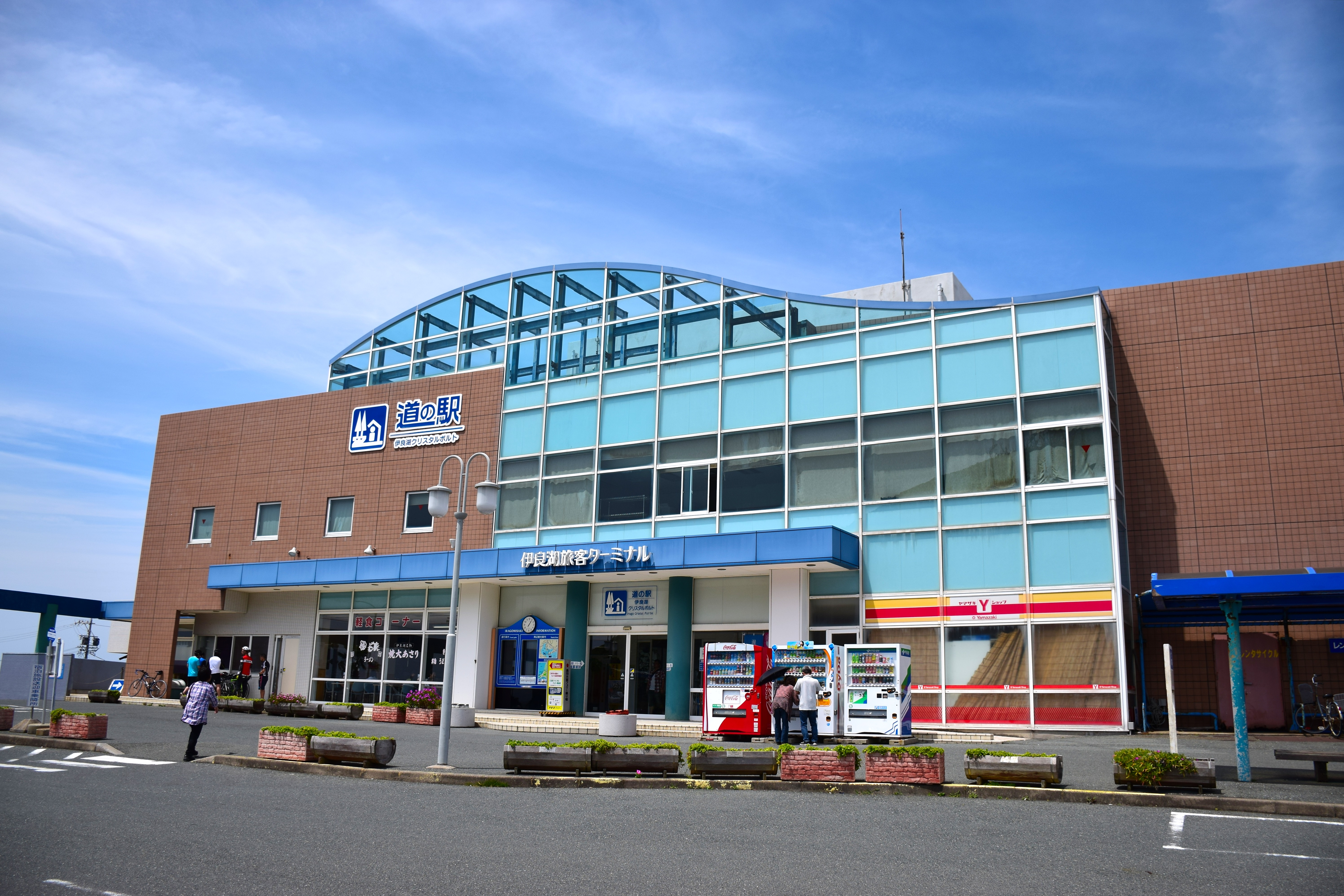
道の駅伊良湖クリスタルポルト（伊良湖フェリーターミナル）
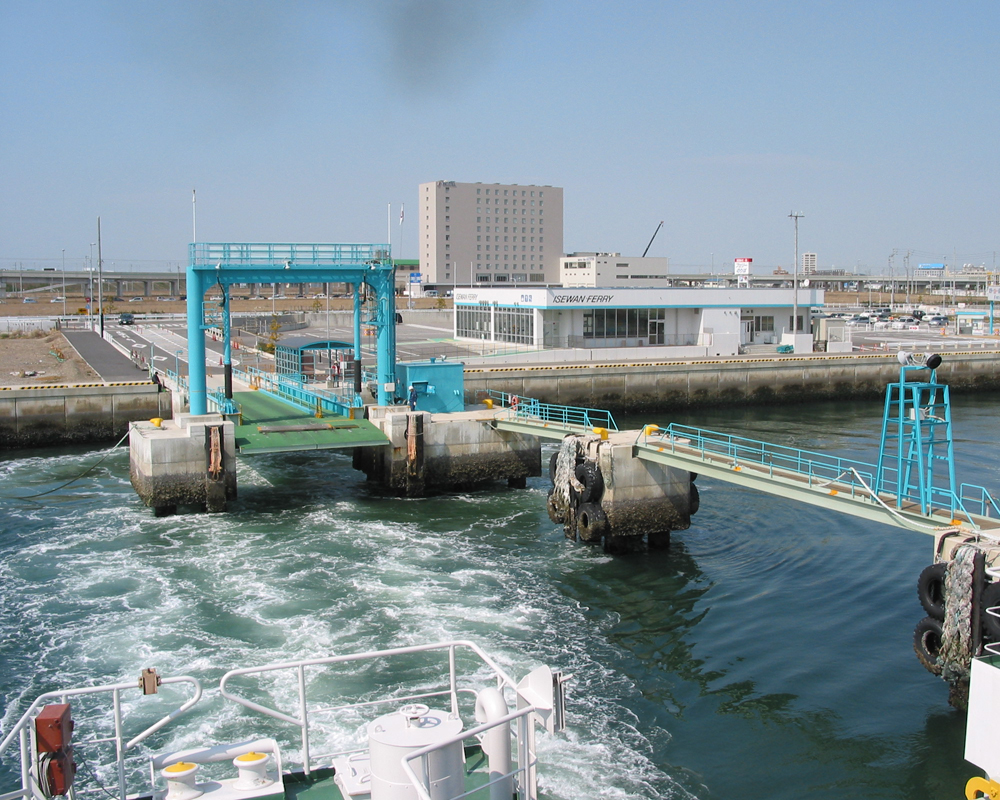
旧・常滑フェリーターミナル （旧・常滑営業所）